# Moto Guzzi Tre Cilindri
La "500 3C"  o "500 Tre Cilindri" è una motocicletta realizzata dalla Moto Guzzi e costruita in piccola serie dal 1932 al 1933.
Frutto di un progetto particolarmente ambizioso per la giovane casa di Mandello, la "500 3C" rappresentò il primo tentativo della Moto Guzzi di affacciarsi al ristretto mercato internazionale delle moto di elevato prestigio.

## La 500 3C Stradale
La Moto Guzzi 500 Tre Cilindri venne presentata e messa in vendita nel 1932. La ciclistica con telaio elastico, derivata dalla "GT 16", era mossa dal primo motore a quattro tempi tricilindrico orizzontale in linea che sia mai stato messo in produzione. Con i suoi 494,8 cm³ di cilindrata totale, esprime una potenza di 25 CV a 5.500 giri. Il veicolo, del peso a vuoto di 160 kg, può raggiungere la velocità di 130 km/h.
Dopo la consegna del primo lotto, immediate furono le lamentele dei clienti per i molti difetti di funzionamento del sofisticato motore, probabilmente dovuti ad un incompleto sviluppo prototipale. Preoccupato di poter perdere il buon nome che l'azienda aveva rapidamente acquisito in un solo decennio d'esistenza, grazie ai modelli "Sport", Carlo Guzzi prese la decisione di ritirare i pochi esemplari venduti e di sospendere la produzione del modello.
L'unico esemplare rimasto è custodito nel museo della Moto Guzzi.

## La 500 3C Compressore
Nel 1937, Carlo Guzzi rinunciò alla ghiotta offerta di Taruffi che gli proponeva l'acquisto della "Rondine", in quanto giudicava inconcepibile che la Moto Guzzi si presentasse sulle piste di gara con una moto non progettata all'interno dell'azienda. Nondimeno, la "Rondine" si era dimostrata vincente su tutte le piste e prometteva grandi possibilità di sviluppo. Fu così che Carlo Guzzi, allo scopo di contrastare quel "mostro" di potenza, decise di rispolverare l'accantonato progetto del motore tricilindrico, al quale applicò una nuova distribuzione bialbero e un compressore volumetrico a palette Cozette. La macchina scese in pista sul circuito di Alessandria e concluse la brevissima carriera agonistica al circuito di Genova,  sempre nel 1940.  Dopo la parentesi bellica, i nuovi regolamenti vietarono l'uso del compressore nelle competizioni e il tricilindrico venne definitivamente abbandonato.